# صبل الكربة (إب)

تعديل مصدري - تعديل

صبل الكربة هي إحدى قرى عزلة شعب يافع بمديرية إب التابعة لمحافظة إب، بلغ تعداد سكانها 440 نسمة حسب تعداد اليمن لعام 2004.